# Montese
Montese és un municipi de la província de Mòdena, regió d'Emilia Romagna, Itàlia.
Limita amb els municipis de Castel d'Aiano, Fanano, Gaggio Montano, Lizzano in Belvedere, Pavullo nel Frignano, Sestola i Zocca.
A la Segona Guerra Mundial, la ciutat fou alliberada per tropes brasileres el 17 d'abril de 1945, després de tres dies de batalla contra l'exèrcit alemany. Arran d'això es va agermanar amb la ciutat brasilera de Fortaleza en homenatge als soldats brasilers que havien mort en la batalla.